# Cryptophagus fasciatus
Cryptophagus fasciatus é uma espécie de insetos coleópteros polífagos pertencente à família Cryptophagidae.
A autoridade científica da espécie é Kraatz, tendo sido descrita no ano de 1852.
Trata-se de uma espécie presente no território português.